# Kobylka révová
Kobylka révová (Ephippiger ephippiger, také Gryllus ephippiger) je druh kobylky z čeledi kobylkovití (Tettigoniidae) a rodu Ephippiger. Je známo celkem 5 poddruhů: E. e. balkanicus, E. e. ephippiger, E. e. harzi, E. e. tamaninii a E. e. usi.